# 거진고등학교
거진고등학교(巨津高等學校)는 대한민국 강원특별자치도 고성군 거진읍 거진리에 있는 공립 고등학교이다.

## 학교 연혁
- 1964년 2월 10일 : 거진실업고등학교 설립 인가(상업과 3학급, 가정과 3학급)
- 1964년 4월 11일 : 거진실업고등학교 개교
- 1974년 12월 17일 : 거진공업고등학교로 교명 변경
- 2000년 3월 1일 : 거진종합고등학교로 교명 변경
- 2013년 3월 1일 : 거진정보공업고등학교로 교명 변경
- 2023년 3월 2일 : 거진고등학교로 교명 변경(전기전자과 1학급)
- 2025년 1월 10일 : 제59회 졸업식 (12명 졸업, 누계 6,103명)
- 2025년 3월 1일 : 제28대 임준근 교장 부임
- 2025년 3월 4일 : 신입생 입학 (7명)

## 설치 학과
- 전기전자과

## 참고 자료
- 거진고등학교 - 한국교육학술정보원 학교알리미